# Pavéza (botanika)

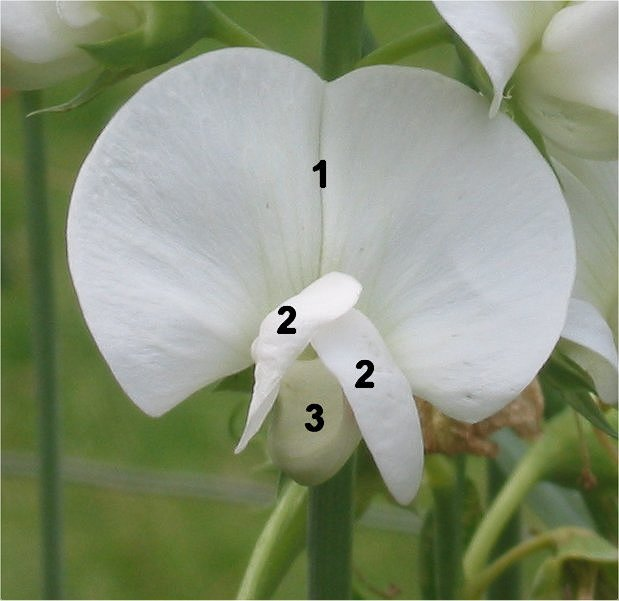
Květ hrachoru (Lathyrus)

Pavéza (vexillum) je obvykle největší okvětní list typického květu  bobovitých rostlin. Bývá kolmý k rovině souměrnosti květu a před rozvinutím květu obvykle kryje ostatní korunní lístky. Na obrázku je označen číslem 1, číslo 2 jsou křídla a číslo 3 člunek.